# Contea di Shelby (Iowa)
La contea di Shelby (in inglese Shelby County) è una contea dello Stato dell'Iowa, negli Stati Uniti. La popolazione al censimento del 2000 era di 13 173 abitanti. Il capoluogo di contea è Harlan.